# Louise Féron (album)
Louise Féron je první studiové album francouzské zpěvačky Louise Féronové. Vydala jej v roce 1991 francouzská pobočka hudebního vydavatelství Virgin Records. Producentem alba byl velšský hudebník John Cale, který zde rovněž hraje na klávesy. Album bylo nahráno v New Yorku.

## Seznam skladeb
Autorkou všech textů je Louise Féron, autoři hudby jsou uvedeni.
| Pořadí         | Název                     | Hudba              | Délka |
| -------------- | ------------------------- | ------------------ | ----- |
| 1.             | L'ivresse des Profondeurs | Dominique Laboubée | 2:35  |
| 2.             | L'amour Monstre           | Laboubée           | 3:44  |
| 3.             | Souvenirs de L'avenir     | Laboubée           | 3:05  |
| 4.             | Sans Retour               | Laboubée           | 2:57  |
| 5.             | Risque Moi                | Laboubée           | 4:41  |
| 6.             | Les Rues du Hasard        | Laboubée           | 3:02  |
| 7.             | Carmilla                  | Philippe Almosnino | 3:52  |
| 8.             | Brume de Chaleur          | Laboubée           | 3:33  |
| 9.             | Années Lumière            | Laboubée           | 4:32  |
| 10.            | Si tu Savais              | Laboubée           | 3:27  |
| 11.            | Tomber Sous le Charme     | Laboubée           | 4:33  |
| 12.            | La Morte Amoureuse        | John Cale          | 2:52  |
| Celková délka: | Celková délka:            | Celková délka:     | 43:03 |

## Obsazení
Hudebníci
- Louise Féronová – zpěv
- Christian Rosset – baskytara, bicí
- Dominique Laboubée – kytara, harmonika
- Philippe Almosnino – kytara
- John Cale – klávesy
- Michel Cœuriot – klávesy
- Bruno Lefaivre – bicí

Technická podpora
- John Cale – produkce
- Michel Coeuriot – mixing
- Emmanuel Bovet – fotografie
- Les Autres – design